# Przygoda z mumią
Przygoda z mumią (ang. Under Wraps, 1997) drugi film z kanonu Disney Channel Original Movies.

## Opis fabuły
Troje 12-letnich dzieci znajduje w podziemiach domu mumię mężczyzny. Szybko się z nim zaprzyjaźniają, nazywając go Haroldem oraz pozwalając mu mieszkać u jednego z nich. W Halloween jedno z przyjaciół odkrywa, że mężczyzna przed północą musi wrócić do grobowca inaczej zamieni się w proch.

## Obsada
- Adam Wylie jako Gilbert
- Mario Yedidia jako Marshall
- Clara Bryant jako Amy
- Ken Campbell jako Bruce
- Ed Lauter jako pan Kubat
- Bill Fagerbakke jako Harold / Ted
- Corinne Bohrer jako mama Marshalla